# 長歌行 (李泌)
《長歌行》是唐朝詩人李泌所寫的一首詩詞，文學體裁為樂府。17歲吟《長歌行》，李泌對自己未來作了規劃，建功立業，學道問仙。
长歌行，属乐府相和歌平调七曲之一，曲已经丢失，歌辞留世近十首。其中包括古辞三首，魏明帝曹叡、傅玄、陆机、谢灵运、南朝梁元帝各一首，沈约两首，唐朝李白、王昌龄各一首。

## 出處
《全唐詩·卷108_28》 